# Estádio Presidente Vargas (Fortaleza)
Estádio P.V. – stadion piłkarski w Fortaleza, w stanie Ceará, w Brazylii, na którym swoje mecze rozgrywa kilka klubów: Fortaleza Esporte Clube, Ceará Sporting Club i Ferroviário Atlético Clube.

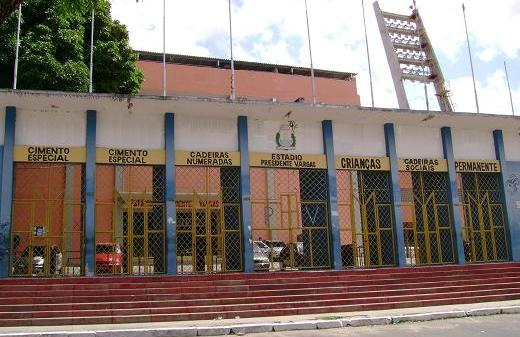
Główne wejście na stadion

## Historia
21 września 1941 – inauguracja
7 maja 1989 – rekord frekwencji
Wrzesień–listopad 2005 – modernizacja

## Bibliografia

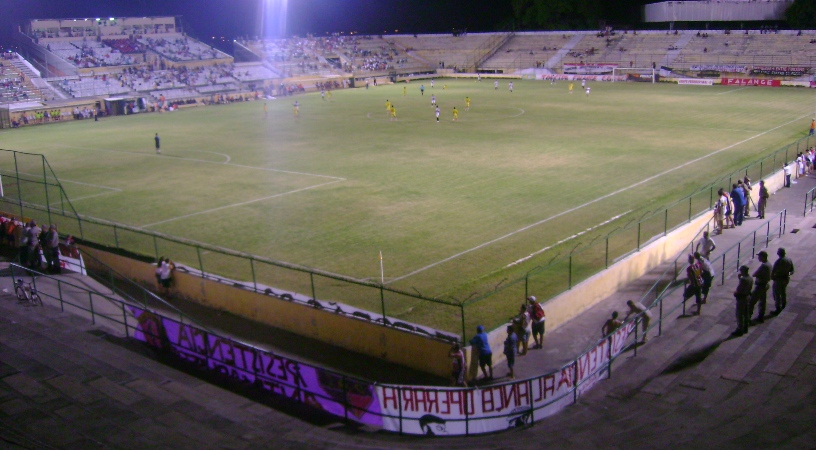
Stadion nocą